# Carl Blomkvist
Carl Samuel Blomkvist, född 28 oktober 1882 i Södertälje stadsförsamling, Stockholms län, död 6 november 1957 i Lidingö församling, Stockholms län, var en svensk trädgårdsarkitekt.
Blomkvist, som var son till trädgårdsmästare Karl Anders Blomqvist, var verksam som trädgårdsmästare vid Sundbybergs gård och som trädgårdsarkitekt i Lidingö senast från 1914. Bland hans medarbetare märktes, förutom sonen Jange Blomkvist, även Nils Orénto och Charlie Pikulinsky. Blomkvist är begravd på Lidingö kyrkogård.